# Franco Ricciardiello
Franco Ricciardiello (Vercelli, 26 settembre 1961) è uno scrittore italiano.
Inizia a pubblicare all'età di diciannove anni, nel 1980, su un volume dell'Editrice Nord che raccoglie i partecipanti al concorso letterario riservato agli abbonati, proseguendo con numerosi racconti e saggi su riviste e antologie anche a grandissima diffusione: tra i più venduti i racconti Torino (60 000 copie) e il cyberpunk Saluti dal lago di Mandelbrot (10 000 copie) entrambi su Millelire/Stampa Alternativa.

## Biografia
Appassionato soprattutto di quella corrente della fantascienza definita ‘sociale’, si avvicina al fandom italiano di fantascienza nel 1980, in occasione dell’Eurocon 1980, il congresso europeo di fantascienza, che si svolge quell’anno a Stresa.
Negli anni ottanta, periodo del boom della microeditoria amatoriale di fantascienza, incontra un altro fan, Gian Piero Prassi, che è il curatore unico di una delle più diffuse fanzine italiane degli anni Ottanta e Novanta: The Dark Side. Le fanzine erano prodotti amatoriali, da principio stampate in ciclostile e in seguito con l’ausilio di una fotocopiatrice, e distribuite in abbonamento postale: da poche decine di copie fino a qualche centinaio per le fanzine più diffuse e longeve. Pubblicavano racconti, recensioni e interventi critici degli abbonati stessi, senza retribuzione. Formarono un nucleo di appassionati che avrebbero avuto uno sbocco professionale solo a partire dagli anni Novanta, con l’apertura dell’editoria italiana di genere anche agli autori italiani.
Nel 1987 Ricciardiello pubblica il suo primo romanzo di fanta-archeologia La rocca dei celti, e dopo essere entrato nella redazione della fanzine The Dark Side, la dirige personalmente dal 1989 fino alla chiusura nel 1991.
(Franco Ricciardiello, Io e lei, parte II)
Negli anni novanta partecipa alla redazione della fanzine Intercom, la più longeva rivista amatoriale italiana, trasformatasi in seguito in una webzine. È in questi anni che arriva in Italia il cyberpunk, sottogenere della fantascienza nato nel decennio precedente negli Usa; come molti autori italiani, i primi racconti di Franco Ricciardiello apparsi su riviste professionali, come Futuro Europa di Malaguti e Aldani, pubblicata con l’intento di rivendicare una specificità e un’autonomia dalla science fiction d’oltre oceano, si nutrono dell’iconografia cyberpunk, resa universalmente celebre dal film Blade Runner di Ridley Scott.
(Franco Ricciardiello, Io e lei, parte II)
Nel 1995 Ricciardiello pubblica un racconto sulla raccolta Millelire intitolata Fantasia, curata da Franco Forte, che con l’aspetto esterno di un pacchetto di sigarette conteneva dieci fascicoletti; il racconto, intitolato Torino, è uno dei primi esempi di quel genere fantascientifico/ucronico che si definisce fantafascismo.
(Emiliano Marra.)
Nel 1998 Ricciardiello vince la IX edizione del Premio Urania con il suo secondo romanzo Ai margini del caos pubblicato da Arnoldo Mondadori Editore nella collana Urania e tradotto in Francia dall'editrice Flammarion; si tratta di un thriller intorno al celebre dipinto L'isola dei morti di Arnold Böcklin e agli ultimi giorni di Hitler nel Führerbunker di Berlino. Sempre per la collana Urania nel 2002 pubblica Radio aliena Hasselblad, romanzo di fantascienza classica.
Decisi di scrivere un romanzo sull’Isola dei morti.»
(Franco Ricciardiello, Io e lei, parte II)
Interessato alle problematiche della scrittura creativa, collabora all'enciclopedia a dispense Scrivere della Rizzoli (è autore del testo sullo stile letterario nel V volume). Ha insegnato scrittura creativa a Biella, Vercelli e Genova e tenuto seminari sulla letteratura a Torino, Napoli, Cosenza e Novara.
Negli stessi anni Novanta inizia una collaborazione con la rivista Carmilla diretta da Valerio Evangelisti, e entrerà nella redazione della successiva webzine Carmilla on line.
Sull’onda della traduzione di Ai margini del caos per l’editore Flammarion, appare con suoi racconti tradotti in diverse antologie in Francia, e partecipa come invitato a congressi di letteratura fantastica a Nancy, a Poitiers e a Nantes insieme a Valerio Evangelisti e Luca Masali.
La sua carriera di scrittore prende una svolta verso la letteratura gialla; nel 2002 vince il VII Premio di narrativa poliziesca inedita Orme Gialle (per racconti); nel 2005 è primo classificato al premio Gran Giallo Città di Cattolica con il racconto intitolato Battaglia d'Anghiari, pubblicato in appendice al numero di marzo 2005 del Giallo Mondadori, nel quale a indagare su un efferato delitto è Leonardo da Vinci; nel 2007 ottiene il premio Delitto d'Autore promosso dall'ACSI con il suo quarto romanzo Autunno Antimonio, pubblicato nel 2008 dalla stessa associazione per i propri aderenti.
Nel 2006 partecipa a Arezzo Wave con una lezione di scrittura creativa al quale è abbinato un concorso letterario di Fanucci Editore.
A partire dal 2010 inizia a pubblicare nuovi racconti di fantascienza su una serie di antologie curate per diverse case editrici da Gian Filippo Pizzo, tra gli addetti ai lavori di più vecchia data ancora attivi nel fandom di fantascienza. Dal 2016 approda in maniera organica all'editoria elettronica, collaborando con la milanese Delos Books, fondata da appassionati approdati al fandom nei primi anni Ottanta, contemporaneamente a Ricciardiello; il suo settimo romanzo, Termidoro è pubblicato soltanto in ebook, preceduto e seguito da altri romanzi brevi.
Tramite Claudio Asciuti, entra in contatto con una nuova casa editrice ligure, Marco Cordero Editore, presso la quale pubblica il romanzo di genere giallo  Cosa succederà alla ragazza .
Creai quindi il mio personaggio, il sostituto Procuratore della Repubblica Erasmo Mancini, trasferito a Torino nel pieno dell’estate dopo aver lavorato a Roma alcuni anni.»
Il romanzo mainstream  Disertori  è ambientato in una grande città del Norditalia, nell’ultimo mese di un inverno qualsiasi, dove un gruppo di uomini e di donne in crisi sentimentale cerca di recuperare un equilibrio personale.
Nel 2017 appare la sua prima opera non di fiction, Storie di Parigi, da una parte resoconto di una camminata di una settimana tra gli arrondissement della capitale francese, dall'altra collezione di una serie di storie che raccontano la vita di uomini e donne di cinema, scrittori e musicisti, partendo dai luoghi dove vissero, dove ambientarono la propria narrativa, o dove girarono scene di film. A questo faranno seguito altre tre libri con la medesima impostazione: Storie di Venezia (2017), Storie di Torino (2018) e Storie di Berlino (2020).
A partire dal 2016, viene coinvolto nella produzione di un musical liberamente tratto dal film  Riso amaro di Giuseppe De Santis, intitolato Amar Riso, rappresentato con successo in teatri del Piemonte; Ricciardiello ha scritto il libretto dell’opera e i testi delle canzoni, su musiche di Francesco Cilione..
Nel 2018 pubblica con l’editore Meridiano Zero il romanzo  Nell'ombra della Luna , appartenente al genere “storia alternativa”, che gli appassionati di fantascienza chiamano ucronia: in Russia nel 1917 non è scoppiata la Rivoluzione d'ottobre, e Kerenskij è rimasto al governo; al contrario, durante la Grande depressione del 1933 il movimento sindacale ha preso il potere negli Usa, che sono diventati una Repubblica socialista.
Dell’anno successivo è la pubblicazione del Manuale di scrittura di fantascienza, a quattro mani con Giulia Abbate, che oltre a ricalcare argomenti classici della scrittura creativa applicati al genere letterario, recupera le riflessioni di autori e autrici del passato sull’arte della scrittura.
Il sodalizio con Giulia Abbate e la collaborazione con l’editore Delos Digital avvicinano Franco Ricciardiello alla letteratura Solarpunk, un movimento culturale e artistico che promuove una visione ottimista e progressista del futuro, con una particolare attenzione verso le energie rinnovabili e le nuove tecnologie sostenibili; dal 2020, Ricciardiello lavora insieme a Abbate e altri al sito Solarpunk Italia, che raccoglie recensioni, critica e testimonianze dal movimento solarpunk mondiale. Parallelamente, è responsabile della collana Atlantis, che pubblica narrativa solarpunk di autori italiani in formato eBook, e cura alcune antologie di autori e autrici italiani che si cimentano nel genere, a partire da Assalto al sole (2020).

## Opere

### Romanzi
- La rocca dei Celti, Editoriale Ambra, 1987,  p. 132.
- Ai margini del caos, Urania n. 1348, Arnoldo Mondadori Editore, 1998,  p. 238, ISBN 88-04-45923-9.
- Radio aliena Hasselblad, Urania n. 1440, Arnoldo Mondadori Editore, 2002,  p. 266.
- Autunno Antimonio, ACSI, 2007,  p. 238.
- Cosa succederà alla ragazza, coll. Crimen, Cordero editore, 2014,  p. 234, ISBN 978-88-98130-18-4.
- Disertori, Ed. Effedì, 2015,  p. 248, ISBN 978-88-98913-36-7.
- Termidoro, Odissea Fantascienza, Delos Digital, 2016, ISBN 978-88-6530-911-7.
- Nell'ombra della Luna, Meridiano Zero, 2018, ISBN 978-88-8237-481-5.
- Torino Nouvelle Vague, Todaro Editore, 2022, ISBN 978-88-321-5939-4.
- Lontano dal male, Settechiavi Editore, 2023, ISBN 979-12-8094-707-9.
- Rifondazione della Confraternita dei gatti, Opera Narrativa Edizioni, 2024, ISBN 979-12-8168-910-7.

### Romanzi brevi
- Archeologia, eBook, Kipple Officina Libraria, 2011, ISBN 978-88-95414-69-0.
- Fronte interno, Robotica.it n. 33, Delos Digital, 2016, ISBN 978-88-6530-737-3.
- La scala d'oro, Robotica.it n. 35, Delos Digital, 2016, ISBN 978-88-6530-850-9.
- Blu mandala, Futuro Presente n. 9, Delos Digital, 2017, ISBN 978-88-254-0212-4.
- Scritto sul cielo blu, Delos Passport n. 11, Delos Digital, 2017, ISBN 978-88-254-0402-9.
- Saluti dal lago di Mandelbrot, Futuro Presente n. 20, Delos Digital, 2018, ISBN 978-88-254-0751-8.
- Per voi non ci sarà ritorno, Robotica.it n.70, Delos Digital, 2019, ISBN 978-88-254-1087-7.
- Lamento al signore di Marston, Futuro Presente n. 31, Delos Digital, 2020, ISBN 978-88-254-1163-8.
- La banda del Club Cuori Solitari del sergente Ballard, Ucronica n. 3, Delos Digital, 2021, ISBN 978-88-254-1450-9.
- L'esercito segreto, Futuro Presente n. 41, Delos Digital, 2021, ISBN 978-88-254-1618-3.
- Il futuro non venne mai, Atlantis n. 7, Delos Digital, 2021, ISBN 978-88-254-1756-2.
- Sole distante, Luna di sale, Atlantis n. 15, Delos Digital, 2022, ISBN 978-88-254-2045-6.
- Bésame mucho, collana Playlist n. 12, Delos Digital, 2023, ISBN 978-88-254-2438-6.
- Outremer, Atlantis n. 29, Delos Digital, 2024, ISBN 978-88-254-2802-5.
- Torino. Una ucronia comunista, in Pulp Magazine, 2024.

### Raccolte di racconti
- Saluti dal lago di Mandelbrot, Delos Books n. 3, Delos, 1998,  p. 216. (versione pdf)
- Cronache dell'arabesco di pietra, le Antologie, Intercom Science-Fiction Station, 2006,  pp. 84 (versione pdf).
- Compagno di viaggio, eBook, Marco Cordero Editore, 2015,  pp. 271 (versione a stampa).
- Franco Ricciardiello (a cura di), Assalto al sole. La prima antologia solarpunk di autori italiani, Odissea Digital Fantascienza, Delos Digital, 2020, ISBN 978-88-254-1294-9.
- Franco Ricciardiello e Delos Veronesi (a cura di), Quando il sole bruciava. La nascita della letteratura distopica in Italia e le sue contaminazioni, Odissea Fantascienza, Delos Digital, 2021, ISBN 978-88-254-1787-6.
- Franco Ricciardiello (a cura di), Ancora il mondo cambierà. La seconda antologia solarpunk di autori italiani, Odissea Fantascienza, Delos Digital, 2022, ISBN 978-88-254-1876-7.
- Franco Ricciardiello (a cura di), Archeologie del basso futuro. La terza antologia solarpunk di autori italiani, Odissea Fantascienza, Delos Digital, 2022, ISBN 978-88-254-2164-4.
- Franco Ricciardiello (a cura di), All'aurora nelle splendide città. Il futuro sostenibile nelle città italiane, Odissea Fantascienza, Delos Digital, 2022, ISBN 978-88-254-2218-4.
- Franco Ricciardiello (a cura di), Una poetica del futuro. La quarta antologia solarpunk di autori italiani, Odissea Fantascienza, Delos Digital, 2025, ISBN 978-88-254-3169-8.

### Racconti
- Fiore di sangue, in  Concorso letterario Nord 1980, Milano, Editrice Nord, 1981.
- Le ginestre oltre il buio, in  Concorso letterario Nord 1981, Milano, Editrice Nord, 1982.
- Tutti i miti dell'Ebro, in  Premio letterario Città di Montepulciano, Sarteano (SI), Ed. Luì, 1986.
- Non giurammo fedeltà ad alcun re, in  Ucronia, n. 3, San Giuliano Milanese, 1988.
- La rosa bianca di Bonaparte, in Delos, n. 39, Anno V, Milano, Delos Books, settembre 1998. Rist. in  Claudio Asciuti (a cura di), FantaLiguistico - storie d'ombre e di misteri, Genova, 2015, ISBN 978-88-99137-68-7.
- Archeologia, in  Lino Aldani (a cura di), Futuro Europa, n. 5, Bologna, Perseo Libri, 1990.
- Una bambola di stoffa rubata, in  La Gazzetta del Mezzogiorno, Bari, 1991.
- Torino, in  Franco Forte (a cura di), Fantasia (raccolta Millelire), Terni, Stampa Alternativa, 1995, ISBN 978-88-7226-226-9.
- Sangue fragile (JPG), in MCmicrocomputer, n. 152, Roma, Technimedia, giugno 1995,  p. 246, ISSN 1123-2714 (WC · ACNP).
- Saluti dal lago di Mandelbrot, in  Franco Forte (a cura di), Cyberpunk (raccolta Millelire), Terni, Stampa Alternativa, 1996, ISBN 978-88-7226-280-1.
- Se io fossi Escherichia Coli, in  Piergiorgio Nicolazzini (a cura di), L'uomo duplicato, Milano, Editrice Nord, 1997, ISBN 978-88-429-0995-8.
- L'uomo del dieci di agosto, in  Valerio Evangelisti (a cura di), Futuri di guerra, Roma, L'Altritalia/Avvenire, 1998.
- Bambina di porcellana tagliente, in  Valerio Evangelisti (a cura di), Dracula 2000, Roma, L'Altritalia/Avvenire, 1998.
- Effetto notte, in  Valerio Evangelisti (a cura di), Carmilla, n. 1, Bologna, 1998.
- Non infatuatevi di noi, in  Lino Aldani (a cura di), Futuro Europa, n. 24, Bologna, Perseo Libri, 1999.
- Cronache dell'arabesco di pietra, in  Maurizia Rossella (a cura di), La mano sinistra del potere, Padova, Calusca, 1999.
- Combat film, in  Roberto Sturm (a cura di), Sangue sintetico, Ancona, Pequod, 1999, ISBN 88-87418-10-1.
- Esperimento sulla persistenza dell'immagine, in  Pulp, n. 20, 1999.
- Adriana, in  Andrea Carlo Cappi (a cura di), La donna nel ritratto, Milano, Addictions, 2002.
- Frammenti degli occhi di Tiberio, in  Vittorio Catani (a cura di), Il futuro nel sangue, Modena, Red, 2003, ISBN 978-88-88492-00-1.
- Selvagge città dei sogni, in  Gianfranco Nerozzi (a cura di), In fondo al nero, Milano, Mondadori, 2003.
- L'inverno di Turing, in  Jacques Chambon e Robert Silverberg (a cura di), Destinazione: 31° Secolo, Milano, Mondadori, 2004.
- Battaglia d'Anghiari, in  Il settimo sacramento, James Bradberry, n. 2870, Il Giallo Mondadori, Milano, Mondadori, 2005.
- Vedute di continenti immaginari, in  SpaceWave, Roma, Fanucci, 2006, ISBN 978-88-347-1220-7.
- Il mercato d'inverno, in  Anonima Assassini – i delitti di Orme Gialle, Pontedera, Tagete, 2007, ISBN 978-88-95553-12-2.
- Storia di un commissario, in  Walter Catalano e Gian Filippo Pizzo (a cura di), Ambigue utopie, Milano, Bietti, 2010, ISBN 978-88-8248-221-3.
- La via crudele, in  Gian Filippo Pizzo (a cura di), Notturno alieno, Milano, Bietti, 2011, ISBN 978-88-8248-243-5.
- Compagno di viaggio, in  Claudio Asciuti (a cura di), Sognavamo macchine volanti, Genova, Cordero Editore, 2012, ISBN 978-88-98130-00-9.
- Escuela de Mecánica, in  Walter Catalano e Gian Filippo Pizzo (a cura di), Sinistre presenze, Milano, Bietti, 2013, ISBN 978-88-8248-277-0.
- Agathea, Alphaville, Atlantic Cité, in  Giuseppe Panella e Luca Ortino (a cura di), I sogni di Cartesio, Milano, Ed. Della Vigna, 2013, ISBN 978-88-6276-108-6.
- Com'è strano coltivare il mare, in  Gian Filippo Pizzo (a cura di), Terra Promessa, Chieti, Ed. Tabula fati, 2014, ISBN 978-88-7475-365-9.
- Imperus Burlesque, in  Gian Filippo Pizzo e Vittorio Catani (a cura di), Il prezzo del futuro - XV scrittori italiani raccontano l'economia del domani, La Ponga edizioni, 2015, ISBN 978-88-97823-32-2.
- Mille colline, in  Gian Filippo Pizzo (a cura di), La cattiva strada - 18 racconti di crudeltà assortite, Delmiglio Editore, 2015, ISBN 978-88-96305-65-2.; ripubblicato in volume singolo in  Mille Colline, Delos Books, 2018, ISBN 978-88-254-0579-8.
- Un'altra storia nella roccia imposta, in  Gian Filippo Pizzo (a cura di), Delitti dal Futuro, Istos Edizioni, 2016, ISBN 978-88-6940-023-0.
- Città di porcellana, in  Gian Filippo Pizzo, Luca Ortino e Roberto Chiavini (a cura di), Continuum Hopper - Racconti fantastici sull'arte, Edizioni Della Vigna, 2016, ISBN 978-88-6276-156-7.
- Sempre dal lato mancino, in  Le variazioni Gernsback - Storie di fantamusica, Urania n. 1643, Milano, Mondadori, 2017, ISBN 978-88-6276-134-5.
- Il mondo non crede a Pretoria, in  Gian Filippo Pizzo (a cura di), Sarà sempre guerra, La Ponga, 2017, ISBN 978-88-97823-65-0.
- L'esercito segreto, in  Walter Catalano e Gian Filippo Pizzo (a cura di), Nostra Signora degli Alieni. Racconti di Fantareligione, Homo Scrivens, 2017, ISBN 978-88-327-8034-5.
- Viaggiatori dell'equinozio, in  Robot n. 88, Delos Books, 2019, ISBN 978-88-2541-063-1.
- L'oriente prima delle sabbie, in  Gian Filippo Pizzo (a cura di), Futura Lex, La Ponga, 2018, ISBN 978-88-97823-71-1.
- Canto oscuro, in  Robot n. 42 nuova serie, Delos Books, 2017, ISBN 978-88-6530-964-3.
- Terra di Siena bruciata, in  Gian Filippo Pizzo (a cura di), Fantaetruria. Racconti tra mistero e fantastico in Toscana, ed. Carmignani, 2019, ISBN 978-88-9383-129-1.
- Atlante dei sogni tedeschi, in  Gian Filippo Pizzo (a cura di), Mogli pericolose, Watson Edizioni, 2019, ISBN 978-88-8722-470-2.
- Un racconto di pioggia e luna, in  Gian Filippo Pizzo (a cura di), Rizomi del sole nascente, Kipple Edizioni, 2020, ISBN 978-88-3217-924-8.
- Tebe dalle sette porte, in  Kemo (a cura di), Lo zar non è morto, Kipple Edizioni, 2020, ISBN 978-88-3217-930-9.
- Solstizio, in  Franco Ricciardiello (a cura di), Assalto al sole, Delos Digital, 2020, ISBN 978-88-2541-294-9.
- Sequenze, in  Daniele Brolli (a cura di), Ipotesi per Fibonacci, Comma 22 editore, 2020, ISBN 978-88-6503-126-1.
- Ritornante, in  Gian Filippo Pizzo (a cura di), Rapporti dal domani. Racconti per imparare ad amare la fantascienza, Delos Digital, 2020, ISBN 978-88-2541-407-3.
- Chi si ricorda di Settembre Nero?, in  Giulia Abbate (a cura di), Oltre la soglia. Racconti fantastici e speculativi su buon vicinato e prossimità, Watson Editore, 2022, ISBN 978-88-8722-491-7.
- L'uomo telemetrico, in  Sandro Battisti (a cura di), But the telemetry data. Instant anthology intorno a Voyager 1, Delos Digital, 2022, ISBN 978-88-2542-092-0.
- Esercizi di lotta di classe ai Quartieri Spagnoli, in  All'aurora nelle splendide città, Delos Digital, 2022, ISBN 978-88-2542-218-4.
- Iseult Gonne, in  Alia EVO 5.0, CS_libri, 2022.
- L'altro confine della notte, in  Coloni dell'Universo, Urania Millemondi n. 96, Mondadori, 2023, ISBN 977-11-2307-600-5.
- Canto di guerra per l'Armata del Reno, in  Sogni e Rivoluzioni. Racconti ispirati agli ideali e alle epiche di Valerio Evangelisti, Kipple Officina Libraria, 2023, ISBN 978-88-3217-980-4.
- Linee che si intersecano, in  World SF Italia Magazine n. 7, Edizioni scudo, 2024.
- L'avvenire dura per sempre, in  AA.VV., Marionette e altri racconti, Kipple Officina Libraria, 2024, ISBN 978-88-3217-993-4.
- Astronauti Analoghi, in  L'innerspace e l'inumano, Kipple officina libraria, 2025, ISBN 978-88-3217-995-8.
- Il Libro di Nebbia, in  Storie da museo (dizione 2024), ed. Effedì, 2025, ISBN 979-12-8118-249-3.

### Non fiction
- Storie di Parigi, Bologna, Odoya, 2017,  p. 448, ISBN 978-88-6288-376-4.
- Storie di Venezia, Bologna, Odoya, 2017,  p. 510, ISBN 978-88-6288-431-0.
- Storie di Torino, Bologna, Odoya, 2018,  p. 398, ISBN 978-88-6288-443-3.
- Giulia Abbate, Franco Ricciardiello, Manuale di scrittura di fantascienza, Bologna, Odoya, 2019,  p. 282, ISBN 978-88-6288-511-9.
- Storie di Berlino, Città di Castello, Odoya, 2020,  p. 348, ISBN 978-88-6288-580-5.
- Franco Ricciardiello, Il fascismo discreto della borghesia. La violenza perbene della middle class negli ultimi romanzi di J.G. Ballard, in Paolo Prezzavento e C. Bruna Mancini (a cura di), Millennium Ballard, Perugia, Morlacchi editore, 2020, ISBN 978-88-9392-202-9.
- Alberto Odone, Franco Ricciardiello, Il passato è un regno perduto. Nascita, caratteri ed evoluzione del romanzo storico, Roma, Opera Narrativa edizioni, 2024,  p. 124, ISBN 979-12-8168-913-8.
- Franco Ricciardiello, Worldbuilding e scenari di futuro, in Alberto Robiati e Antonio Santangelo, Immaginari del domani. Tra futures studies, semiotica e worldbuilding, Napoli, Italian Institute for the future edizioni, 2024, ISBN 978-88-9979-038-7.